# Chapelle Sainte-Marie de Saint-Lary
La chapelle Sainte-Marie de Saint-Lary est un édifice religieux catholique située à Saint-Lary-Soulan, en France.

## Toponymie
La chapelle Sainte-Marie de Saint-Lary a été d’abord connue sous le nom de Notre-Dame-du-Bouchet puis de Notre-Dame-du-Mont-Carmel.

## Localisation
La chapelle est située dans le département français des Hautes-Pyrénées, en Vallée d'Aure, au nord du village de Saint-Lary-Soulan au bord de la route départementale D 929.

La chapelle est située sur un des chemins de Compostelle.

## Historique
La chapelle de style roman remonte au XIIe siècle, elle fut vendue pendant la Révolution comme bien national.

## Architecture
La chapelle est composée d’une nef et un collatéral au nord
La nef est dotée d’une fausse voûte en berceau plein cintre et est prolongée d’une abside semi circulaire 
Une chapelle latérale voutée d’ogives a été construite contre le mur sud aux XVe et XVIe siècles.
La porte d'entrée est surmontée d’un tympan orné d’un chrisme.

## Mobilier
Le maître-autel  est orné d’un retable et un tabernacle du XVIIe siècle. En dessous se trouve une crypte, vestige de la première campagne de construction du XIIe siècle.

## Galerie de photos

Sélection de vues de la chapelle
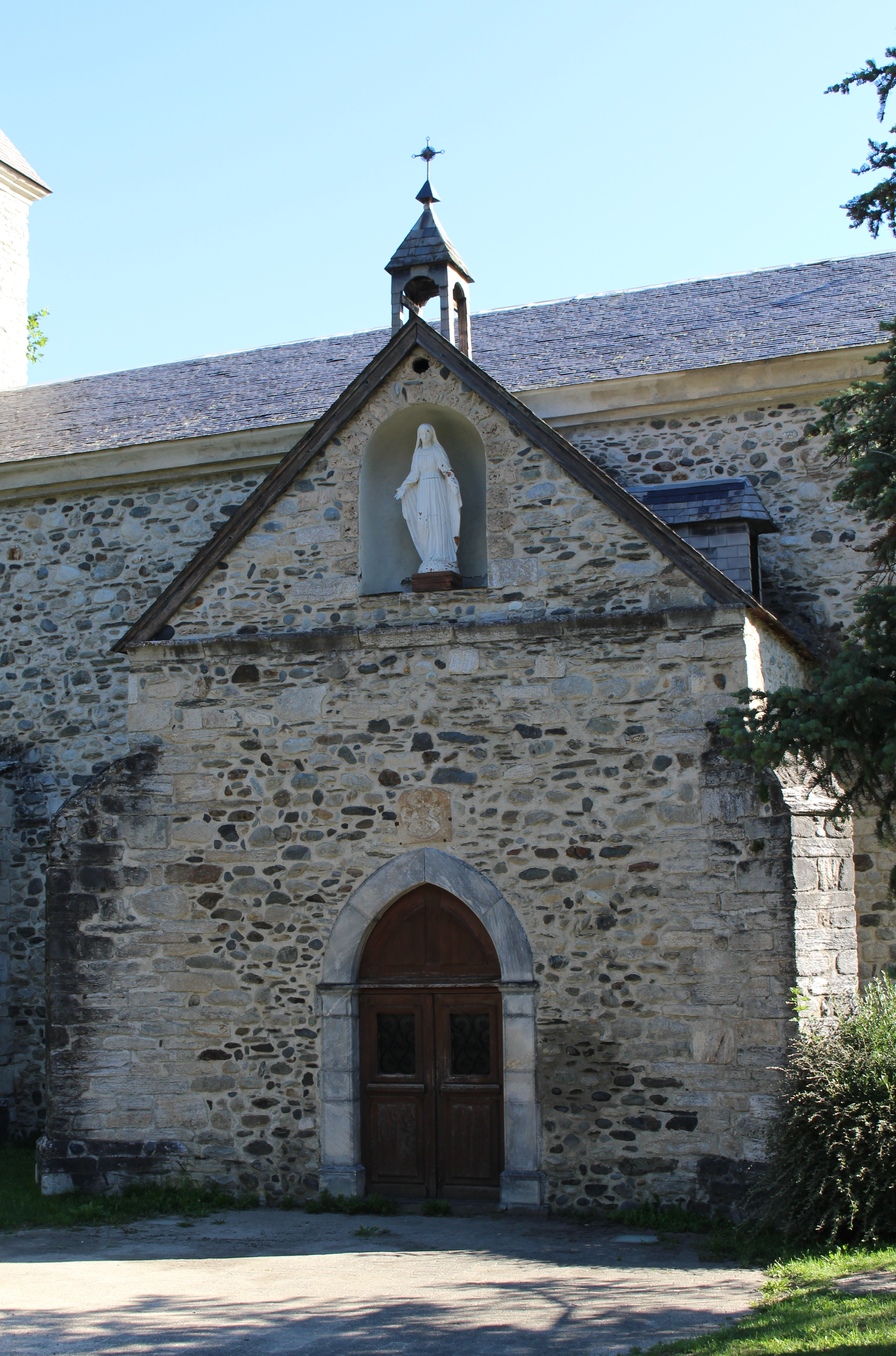
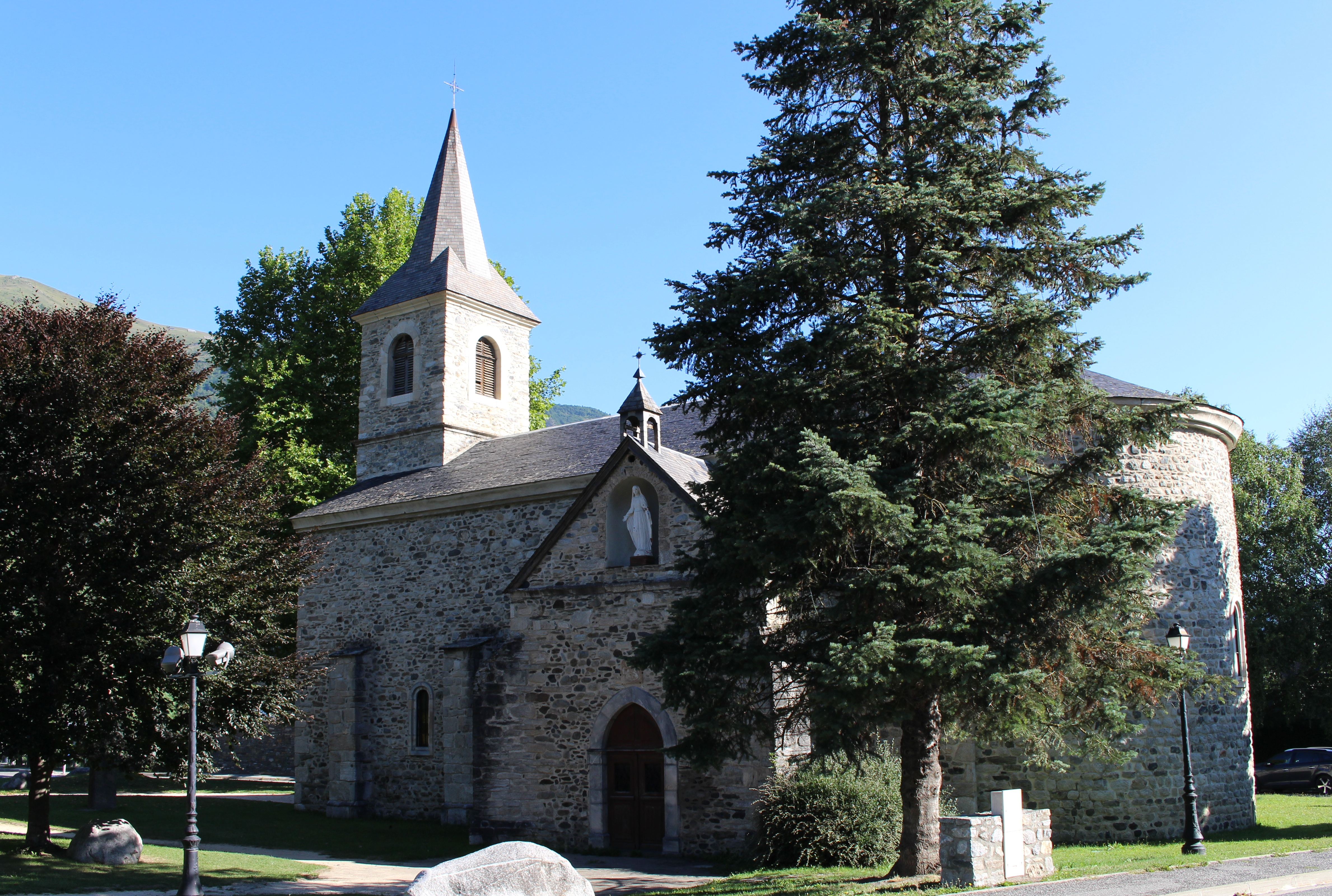
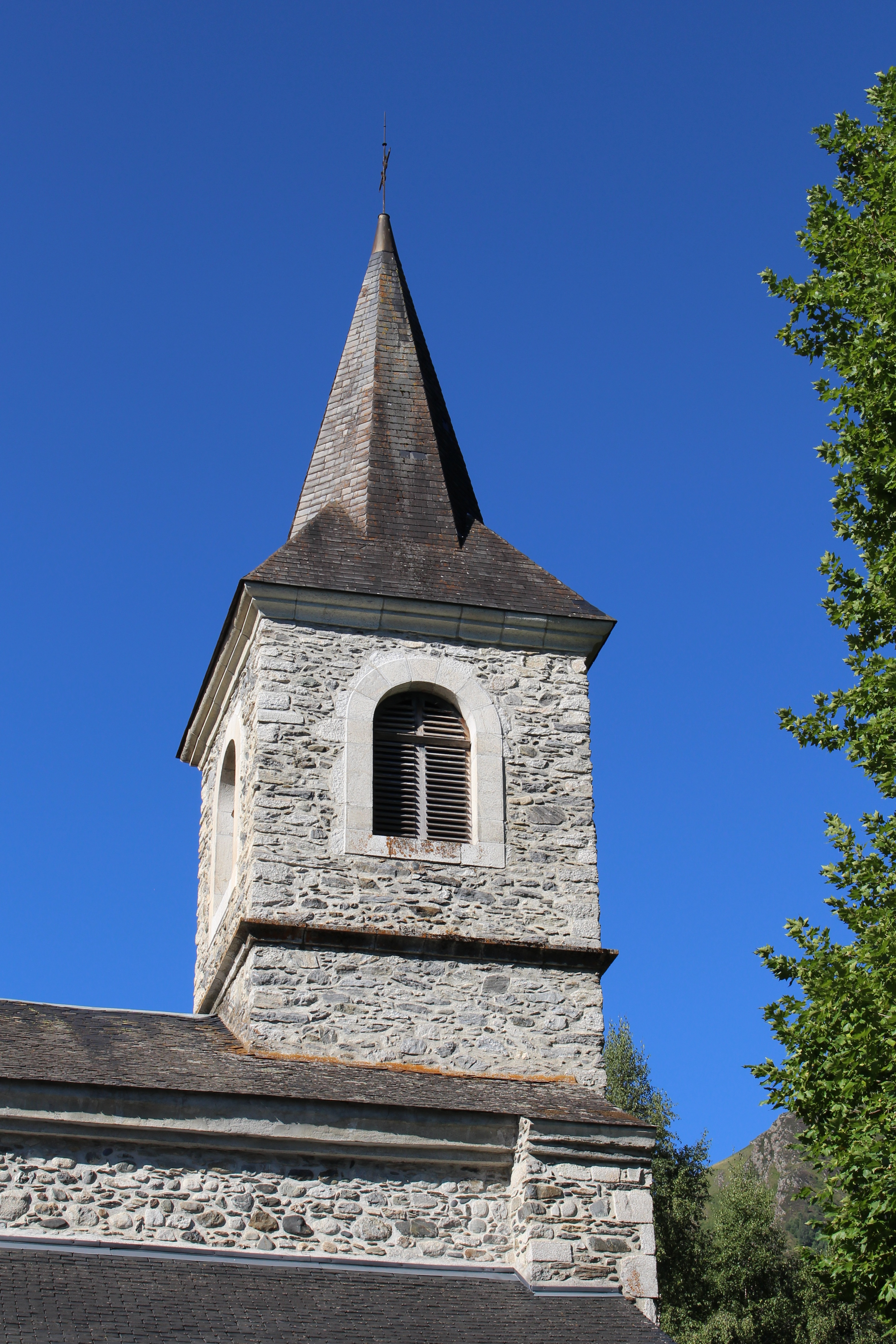
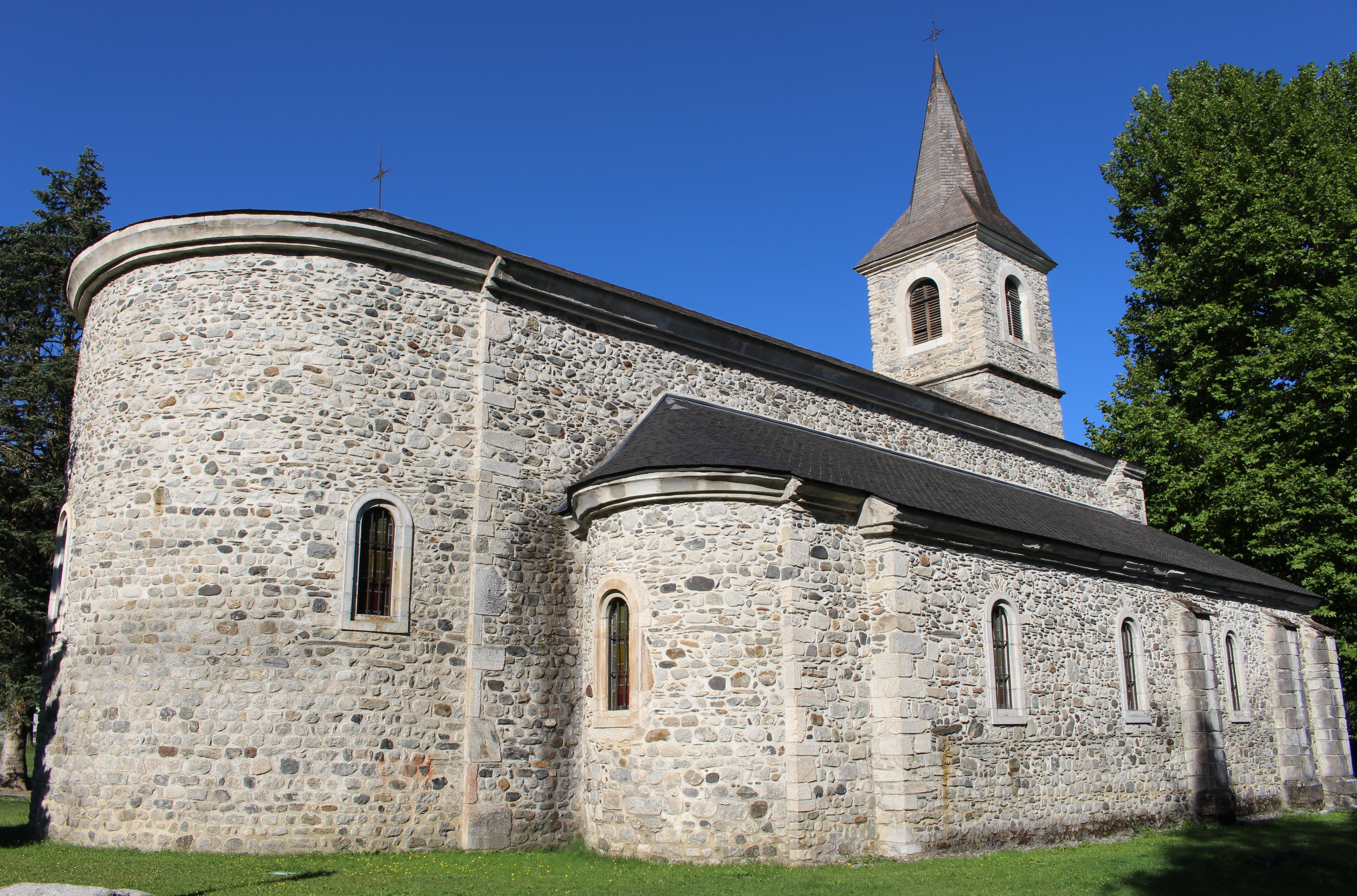